# Vaksevo
Vaksevo (bulgariska: Ваксево) är ett distrikt i Bulgarien.   Det ligger i kommunen Obsjtina Nevestino och regionen Kjustendil, i den västra delen av landet, 70 km sydväst om huvudstaden Sofia.
I omgivningarna runt Vaksevo växer i huvudsak blandskog. Runt Vaksevo är det ganska glesbefolkat, med 36 invånare per kvadratkilometer.